# Flightradar24
Flightradar24 er en internetbaseret service, som viser fly-informationer i realtid på et kort. Dette omfatter flyruter, oprindelser og destinationer, flight-numre, flytyper, positioner, flyvehøjder, retninger og hastigheder. Den kan også vise tidsforskudte gentagelser af tidligere ruter og historiske flydata sorteret efter luftfartsselskab, flytype, område eller lufthavn. Den sammenstiller data fra flere kilder, men udenfor USA mest fra  crowdsourced indsamling af informationer fra frivillige udstyret med ADS-B(en)-modtagere. Flightradar24 blev etableret i 2007 af den svenske virksomhed Svenska Resenätverket AB, og er tilgængelig via dets hjemmeside eller  mobile enheder.